# Таба (аеропорт)
Міжнародний аеропорт Таба (араб. مطار طابا الدولي; (IATA: TCP, ICAO: HETB)) — міжнародний аеропорт поблизу Таби, Єгипет.
У 2008 аеропорт обслужив 452 710 пасажирів (+47,9% проти 2007).

## Історія
Побудовано Ізраїлем під час його окупації Синайського півострова в 1972. Відомий як база Повітряних Сил Ізраїлю Еціон, після Кемп-Девідськіх угод 1978 перейшов під єгипетський контроль в 1982.
Злітно-посадкова смуга 04R зачинена кілька років, а злітно-посадкова смуга 04L на 25% її довжини закрита для виконання ремонтних робіт, що значно обмежує можливості аеропорту.